# Secure Sockets Layer
Secure Sockets Layer (doslova vrstva bezpečných socketů), zkráceně SSL, je protokol, resp. vrstva vložená mezi vrstvu transportní (např. TCP/IP) a aplikační (např. HTTP), která poskytuje zabezpečení komunikace šifrováním a autentizaci komunikujících stran. Následovníkem SSL je protokol Transport Layer Security (TLS).

## Využití
Protokol SSL se nejčastěji využívá pro bezpečnou komunikaci s webovými servery pomocí HTTPS, což je zabezpečená verze protokolu HTTP. Po vytvoření SSL spojení (session) je komunikace mezi serverem a klientem šifrovaná, a tedy zabezpečená.
Obvyklá využití SSL certifikátů:
- on-line obchody, které přijímají objednávky a údaje platebních karet
- www portály a projekty s administrací pro zabezpečení hesel a dat
- komunikace s obchodním partnerem (výměna důvěrných informací)
- zabezpečení přístupu k poště mimo firemní síť (Exchange, ...)
- zpracování citlivých osobních údajů
- dodržení regulačních ustanovení (legislativa), která vyžadují zabezpečené přenosy

## Princip
Ustavení SSL spojení funguje na principu asymetrické šifry, kdy každá z komunikujících stran má dvojici šifrovacích klíčů – veřejný a soukromý. Veřejný klíč je možné zveřejnit a pokud tímto klíčem kdokoliv zašifruje nějakou zprávu, je zajištěno, že ji bude moci rozšifrovat jen majitel použitého veřejného klíče svým soukromým klíčem.
Ustavení SSL spojení (SSL handshake, tedy „potřásání rukou“) pak probíhá následovně:
1. Klient pošle serveru požadavek na SSL spojení, spolu s různými doplňujícími informacemi (verze SSL, nastavení šifrování atd.).
2. Server pošle klientovi odpověď na jeho požadavek, která obsahuje stejný typ informací a hlavně certifikát serveru.
3. Podle přijatého certifikátu si klient ověří autentičnost serveru. Certifikát také obsahuje veřejný klíč serveru.
4. Na základě dosud obdržených informací vygeneruje klient základ šifrovacího klíče, kterým se bude šifrovat následná komunikace. Ten zašifruje veřejným klíčem serveru a pošle mu ho.
5. Server použije svůj soukromý klíč k rozšifrování základu šifrovacího klíče. Z tohoto základu vygenerují jak server, tak klient hlavní šifrovací klíč.
6. Klient a server si navzájem potvrdí, že od teď bude jejich komunikace šifrovaná tímto klíčem. Fáze handshake tímto končí.
7. Je ustaveno zabezpečené spojení šifrované vygenerovaným šifrovacím klíčem.
8. Aplikace od teď dál komunikují přes šifrované spojení. Například POST požadavek na server se do této doby neodešle.

Během první fáze ustanovení bezpečného spojení si klient a server dohodnou kryptografické algoritmy, které budou použity. V dnešní implementaci jsou následující volby:
- pro výměnu klíčů: RSA, Diffie-Hellman, DSA nebo Fortezza;
- pro symetrickou šifru: RC2, RC4, IDEA, DES, 3DES nebo AES;
- pro jednocestné hašovací funkce: MD5 nebo SHA.

## Chyby v používání
Důvěra k mnoha CAV PC je předinstalováno několik CA (Certificate authority - Certifikační autorita). Těmto se při prohlížení stránek https:// automaticky důvěřuje a uživatel si to ani nemusí uvědomit. Chyba je v tom, že v úložišti pro CA může být i nějaká testovací CA. Ta samozřejmě důvěryhodná není!
Podepsaný certifikát je dobrý certifikátDalší častá chyba je, že uživatelé předpokládají, že podepsaný certifikát je správný certifikát. To je samozřejmě špatně, neboť certifikát mohl být podepsán útočníkovou CA. Je důležité kontrolovat, kdo certifikát vydal.
Návrat k TCPUživatel má vepsat URL adresu, která má na začátku https://, ale připojení se nezdaří (např. prohlížeč napíše, že vypršela doba na připojení). Uživatel si řekne, že někde nastala chyba (třeba že se překlepl) a vepíše adresu znova bez „s“. Tedy zůstane mu jen http:// a SSL se nepoužije.
Povolení nebezpečných šiferExistuje několik šifrovacích algoritmů. Některé jsou bezpečné a jiné nikoli. Chyba je v tom, že někde může být povoleno použít již překonané šifrovací algoritmy. Uživatel by si měl tedy zkontrolovat, že používá ty (v současné době) bezpečné.

## Certifikační autority
CA jsou nejčastěji komerční společnosti, které certifikují klientské žádosti a potvrzují identitu žadatele. Získané informace pak připojují k vydanému certifikátu. V dnešní době se používají různé úrovně ověření majitele domény. Od jednoduchého potvrzení odkazu v zaslaném e-mailu (tzv. ověření domény) až po detailnější autorizaci včetně telefonického ověření.
Nejznámější komerční certifikační autority: Thawte, Symantec (dříve VeriSign), GeoTrust, Comodo, Trustwave, DigiCert.

## Doplňující informace
- Adresy stránek zabezpečených pomocí SSL začínají https://. Prohlížeč také zabezpečené stránky označuje ikonkou zámku ve stavové liště. Moderní prohlížeče zobrazují ikonku zámku rovněž v řádku adresy a podbarvují tuto řádku různými barvami (zelená pro plně vyhovující, žlutá nebo oranžová pro částečně vyhovující (např. vyhovující certifikát, ale vydaný pro jinou doménu), červená pro nevyhovující certifikát).
- Standardní port pro komunikaci přes HTTPS/SSL je 443, standardní port HTTP je 80.
- HTTPS/SSL dokáže zajistit důvěrnost dat jen na cestě od klienta k serveru (a naopak). Je na provozovateli serveru, jak potom s důvěrnými daty po rozšifrování naloží. Výjimkou není uložení v nešifrované podobě do nechráněné databáze.

V roce 2005 se zjistilo, že není jednoduchý způsob jak upgradovat SSL v2 na TLS, proto internetové stránky musely aktualizovat svůj software. Mozilla oznámila kompletní ukončení podpory SSL v2 v nové verzi Firefoxu. Společnost Firefox potom přesvědčila majitele zbylých 2000 stránek, aby aktualizovaly jejich servery na SSL v3 nebo TLS v1.